# Süheyl Çetin
Süheyl Çetin (* 22. Juni 1995 in Osmangazi) ist ein türkischer Fußballspieler.

## Karriere

### Verein
Çetin begann mit dem Vereinsfußball 2006 in der Jugendabteilung von Bursaspor. 2012 erhielt er bei diesem Klub einen Profivertrag, spielte aber die nächsten eineinhalb Spielzeiten für die Reservemannschaft des Klubs. Für die Rückrunde der Saison 2013/14 wurde Çetin an den Zweitligisten Kahramanmaraşspor ausgeliehen. Bei diesem Klub gab er in der Ligapartie vom 12. Januar 2014 gegen Bucaspor sein Profidebüt.

### Nationalmannschaft
Çetin begann seine Nationalmannschaftskarriere 2012 mit einem Einsatz für die türkische U-18-Nationalmannschaft. 2013 begann er dann auch für die türkisch U-19-Auswahl zu spielen. Mit dieser nahm er an den Mittelmeerspielen 2013 teil. Hier erreichte er mit seiner Mannschaft das Turnierfinale. Im Finale unterlag man der marokkanischen U-19-Nationalmannschaft und wurde Silbermedaillengewinner. 2013 absolvierte er auch einige Spiele für die türkische U-20-Auswahl.

## Erfolge
Mit der türkischen U-19-Nationalmannschaft
- Silbermedaille bei den Mittelmeerspielen: 2013